# Hierodula xishaensis
Hierodula xishaensis är en bönsyrseart som beskrevs av Wang 1993. Hierodula xishaensis ingår i släktet Hierodula och familjen Mantidae. Inga underarter finns listade i Catalogue of Life.